# Zygogynum amplexicaule
Zygogynum amplexicaule är en tvåhjärtbladig växtart. Zygogynum amplexicaule ingår i släktet Zygogynum och familjen Winteraceae.

## Underarter
Arten delas in i följande underarter:
- Z. a. amplexicaule
- Z. a. luteum
- Z. a. isoneurum